# Lucien Fabry
Lucien Fabry, né le 30 juillet 1903 à Beyne-Heusay, est un footballeur belge.

## Biographie
Il a été, lors de la saison 1926-1927, le meilleur buteur du Championnat de Belgique avec 28 buts. Il a débuté à l'âge de seize ans en D2 avec le Standard de Liège. Au total, il a joué neuf saisons au Standard de Liège disputant 93 matchs et inscrivant 71 buts.

## Palmarès
- Vice-champion de Belgique en 1926 avec le Standard de Liège